# Tavakalo Kailes
Tavakalo Kailes (geb. 14. Juli 1973 in Efate) ist ein ehemaliger vanuatuischer Mittelstreckenläufer.
Er trat bei den Olympischen Sommerspielen in Atlanta an. Im Wettlauf über 800 m schied er im Vorlauf aus.
Er nahm auch an den Commonwealth Games 1998 in Kuala Lumpur teil.